# 甲后路
甲后路，是台灣臺中市后里區至大甲區的聯絡道路。東起后里車站，途經外埔區，西過大甲區中山路連接民生路。

## 行經行政區域
（由東至西）
- 后里區
- 外埔區
- 大甲區

## 分段
- 一段：后里火車站－后里區月湖路
- 二段：后里區月湖路－后里區月眉東路一段
- 三段：后里區月眉東路一段－外埔區水美路
- 四段：外埔區水美路－外埔區甲東路
- 五段：外埔區甲東路－大甲區中山路一段

## 車道配置
- 安眉路以東：雙向二車道（三豐路以西設有雙向機車道）
- 安眉路－三崁路：雙向四車道
- 三崁路－後寮路：雙向二車道及機車道
- 後寮路－三環路：雙向四車道
- 三環路以西：雙向二車道（水源路以東設有雙向機車道）

## 沿線設施

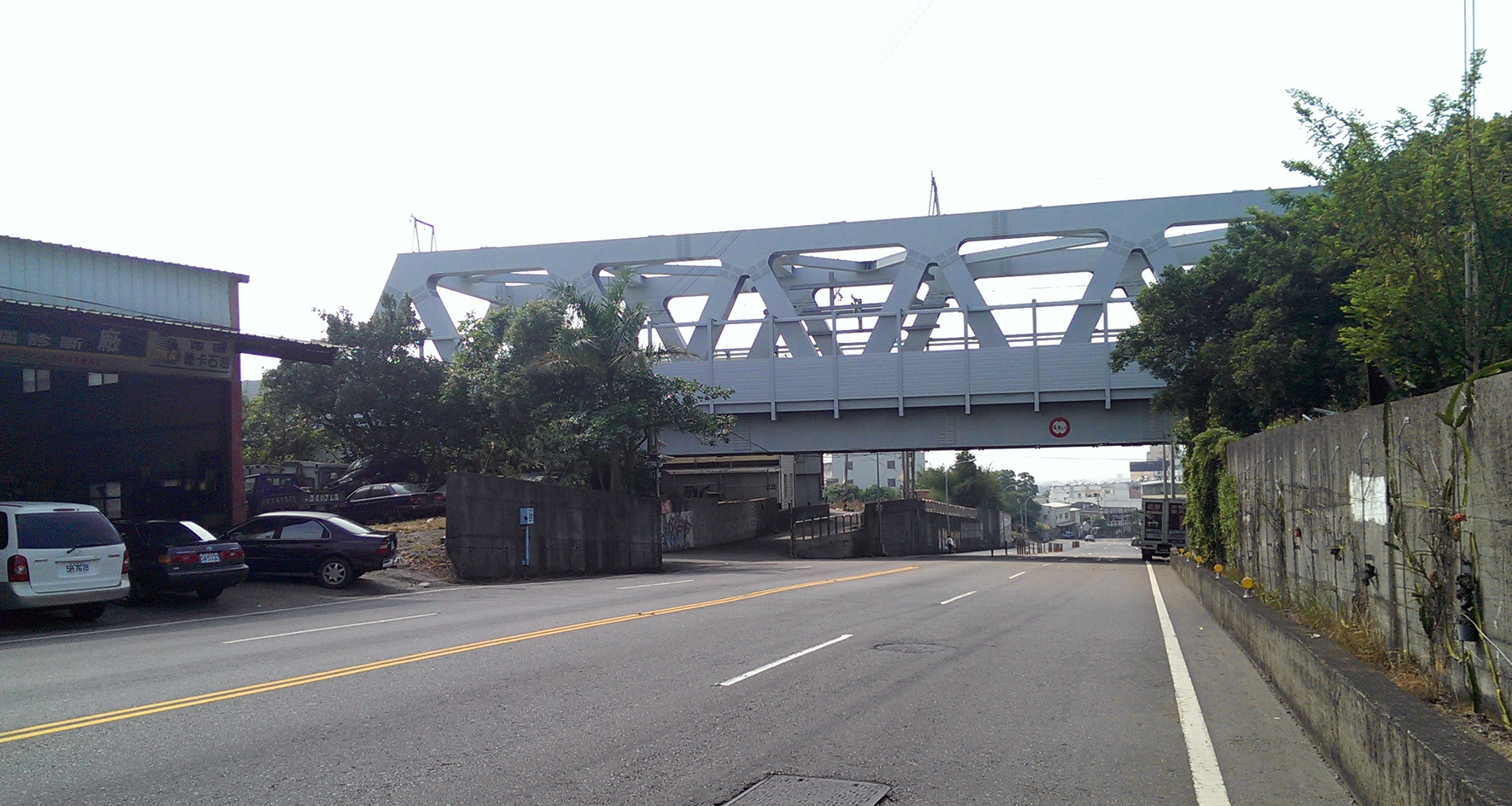
后里與外埔區交界處的甲后路，上方為臺灣高鐵高架橋

（由東到西）

| 一段（后里區） 臺鐵臺中線后里車站 - 臺中市后里區后里國民小學 - 中華郵政后里義里郵局（豐原16支） - 后里區農會義里辦事處 三豐路三、四段 - 慈厚宮 - 后里運動公園 - 中華電信后里服務中心 - 兆豐銀行后里分行 民生路 - 臺中市后里區內埔國民小學 - 豐興鋼鐵股份有限公司 月湖路 二段（后里區） 后科路三段 中山高速公路160 后里后里交流道 - 麗寶樂園 - 月眉糖廠 - 衛生福利部豐原醫院后里分院（預定地） - 中華郵政后里月眉郵局（豐原17支） - 張連昌薩克斯風博物館 公安路 - 臺中市政府警察局大甲分局月眉派出所 - 臺中市后里區月眉國民小學 - 台中農田水利會月眉工作站 神路（往國道四號）／月眉東路一段 | 三段（后里區、外埔區） 后里區 - 麗寶國際賽車場 - 原臺中花博外埔園區 臺灣高速鐵路 后里圳 外埔區 - 高志股份有限公司 三環路 - 中華郵政外埔郵局 后里圳第二排水 - 外埔區農會本會 六分路（往臺中市外埔區公所、外埔區戶政事務所） - 臺中市外埔區外埔國民小學 - 臺中市立圖書館外埔分館 - 外埔區衛生所 - 外埔區親水公園 水美路（往外埔國中） 四段（外埔區） - 西天寺天君宮 - 外埔青斗石濟公廟 福爾摩沙高速公路164 大甲大甲交流道 三環路／大馬路 五段（外埔區、大甲區） 外埔區 甲東路 - 外埔農會大東辦事處 大甲區 開元路 水源路 - 大甲天主堂 台鐵縱貫線（海線）大甲車站 中山路一段 （往西接大甲區民生路） |

## 本道路客運
| 編號  | 業者       | 路線                               | 行駛區間                                                                       | 備註                                                                      |
| 92    | 豐原客運   | 豐安環線（豐原－大安國中）         | 三豐路－民生路 眉山路－水源路                                                  | 或稱豐原大甲線                                                            |
| 95    | 中台灣客運 | 六福公園－外埔老人文康中心         | 水源路－開元路（雙向共同路段） 六分路→水美路（往外埔）                         | 不經鹿寮、甲南                                                            |
| 95副  | 中台灣客運 | 六福公園－土城                     | 水源路－開元路（雙向共同路段） 大馬路→水美路（往土城） 六分路→大馬路（往清水） | 土城端點為土城東路 經清水戶政事務所、外埔老人文康中心                     |
| 154   | 台中客運   | 大甲新幹線（臺中女中－大甲區公所） | 三環路（大甲交流道）－水源路                                                   | 部分班次延駛頂店                                                          |
| 155   | 中台灣客運 | 后里新幹線（高鐵臺中站－麗寶樂園） | 內東路－民生路 眉山路－月眉東路                                                | 經臺中市政府、朝馬、后里區公所                                            |
| 155副 | 中台灣客運 | 高鐵臺中站－麗寶樂園               | 內東路－民生路 眉山路－月眉東路                                                | 經統聯轉運站、泰安服務區                                                  |
| 157   | 台中客運   | 文心森林公園－大甲區公所           | 后神路－中山路 六分路－水源路                                                  | 經外埔區公所                                                              |
| 210   | 豐原客運   | 大甲車站－土城                     | 水源路－六分路                                                                 | 土城端點為一安定                                                          |
| 211   | 豐原客運   | 豐原－大甲體育場                   | 三豐路－民生路 開元路－水源路                                                  | 大甲體育場端點為新政大安港路口 經土城                                     |
| 211區 | 豐原客運   | 泰安－新政大安港路口               | 開元路－水源路                                                                 | 例假日及寒暑假停駛                                                        |
| 212   | 豐原客運   | 豐原－大甲體育場                   | 三豐路－民生路 眉山路－水美路                                                  | 大甲體育場端點為新政大安港路口 經水美                                     |
| 213   | 豐原客運   | 豐原－大甲體育場                   | 三豐路－民生路 公安路－水源路                                                  | 大甲體育場端點為新政大安港路口 經下后里                                   |
| 214   | 豐原客運   | 后里馬場－大甲車站                 | 內東路－成功路 六分路－甲東路                                                  | 經外埔區六分路                                                            |
| 215   | 豐原客運   | 豐原－大甲體育場                   | 三豐路－水源路                                                                 | 大甲體育場端點為新政大安港路口 經麗寶樂園 不經后里區公所                  |
| 226   | 豐原客運   | 中科后里辦公室－太平里             | 三豐路－民生路                                                                 | 經下后里                                                                  |
| 658   | 中台灣客運 | 惠文高中－大安濱海樂園             | 三環路（大甲交流道）－水源路                                                   | 經大安區公所                                                              |
| 658延 | 中台灣客運 | 惠文高中－海墘國小                 | 三環路（大甲交流道）－水源路                                                   |                                                                           |
| 659   | 台中客運   | 幼獅工業區－臺中榮總               | 甲東路－中山路 六分路－水美路                                                  | 幼獅工業區端點為幼獅工業區服務中心 經外埔區公所                           |
| 811   | 捷順交通   | 豐原東站－大甲體育場               | 月眉東路－水源路                                                               | 大甲體育場端點為新政大安港路口 經豐原高中、后里馬場、泰安服務區、麗寶樂園 |
| 813   | 中鹿客運   | 后里東站－大甲車站                 | 內東路－三環路（水頭一路口） 三環路（大甲交流道）－水源路                      | 大甲車站端點為文武公園 不經外埔市區                                       |

- 紅色文字：該行駛區間並未設置站牌。[4]
- 由於三環路（該路屬大甲交流道聯絡道，或稱外埔外環道）與甲后路有兩個交會點，所以此兩個交會點分別以大甲交流道、水頭一路口做區分。